# Quirino

Ifugao

Quirino – prowincja na Filipinach, położona w północno-wschodniej części wyspy Luzon. Od zachodu i południa graniczy z prowincją Nueva Vizcaya, od północy z prowincją Isabela, od wschodu z prowincją Aurora. Powierzchnia: 3486,2 km². Liczba ludności: 163 610 mieszkańców (2007). Gęstość zaludnienia wynosi 46,9 mieszk./km². Stolicą prowincji jest Cabarroguis.